# Stekenjokk
Stekenjokk eller Stihken (sydsamiska för platsen där renen stannar) är ett område i Strömsunds och Vilhelmina kommun i Jämtlands respektive Västerbottens län, några kilometer från den norska gränsen. Området avgränsas av Karitjärn vid Nedre Karitjärnen i söder och Saxån i norr.
Ordet ”jokk” är samiska och betyder vattendrag. Stekenjokk passeras av Vildmarksvägen, som är en av Sveriges högst belägna vägar. Högsta punkten efter vägsträckan ligger 876 m ö.h. 
Den asfalterade Vildmarksvägen ger möjlighet att direkt besöka kalfjällsområdet med bil.
Stekenjokk är en del av samernas renbetesområde under sommaren, och renar och renskötsel är en del av naturupplevelsen i området. Där finns även möjligheter till sommarskidåkning. Knappt två mil söder om Stekenjokkplatån ligger Korallgrottan (Sveriges längsta grotta). 
SMHI har en väderstation i området, och den noterade att Stekenjokk var den i genomsnitt kallaste platsen i Sverige i oktober 2007. Man har även svenskt rekord i högsta medelvindhastighet (47,8 m/s uppmättes i januari 2017 och 47 m/s uppmättes vid stormen Hilde den 16 november 2013). Vid stormen Hilde slogs även novemberrekord i högsta byvindhastighet med 56 m/s.
Närliggande orter är Ankarvattnet, Klimpfjäll, Saxnäs och Stora Blåsjön. Kyrkplatserna Fatmomakke och Ankarede ligger på var sin sida om området. Den närmaste norska orten är den lilla byn Kroken i Hattfjelldals kommun, som ligger drygt 3 mil från Stekenjokk. 
I Stekenjokk fanns Stekenjokks koppargruva under åren 1976–1988. Det har gjorts ansökningar om att öppna gruvan igen, men länsstyrelserna i både Jämtlands och Västerbottens län har ställt sig negativa till ansökan.

## Bilder

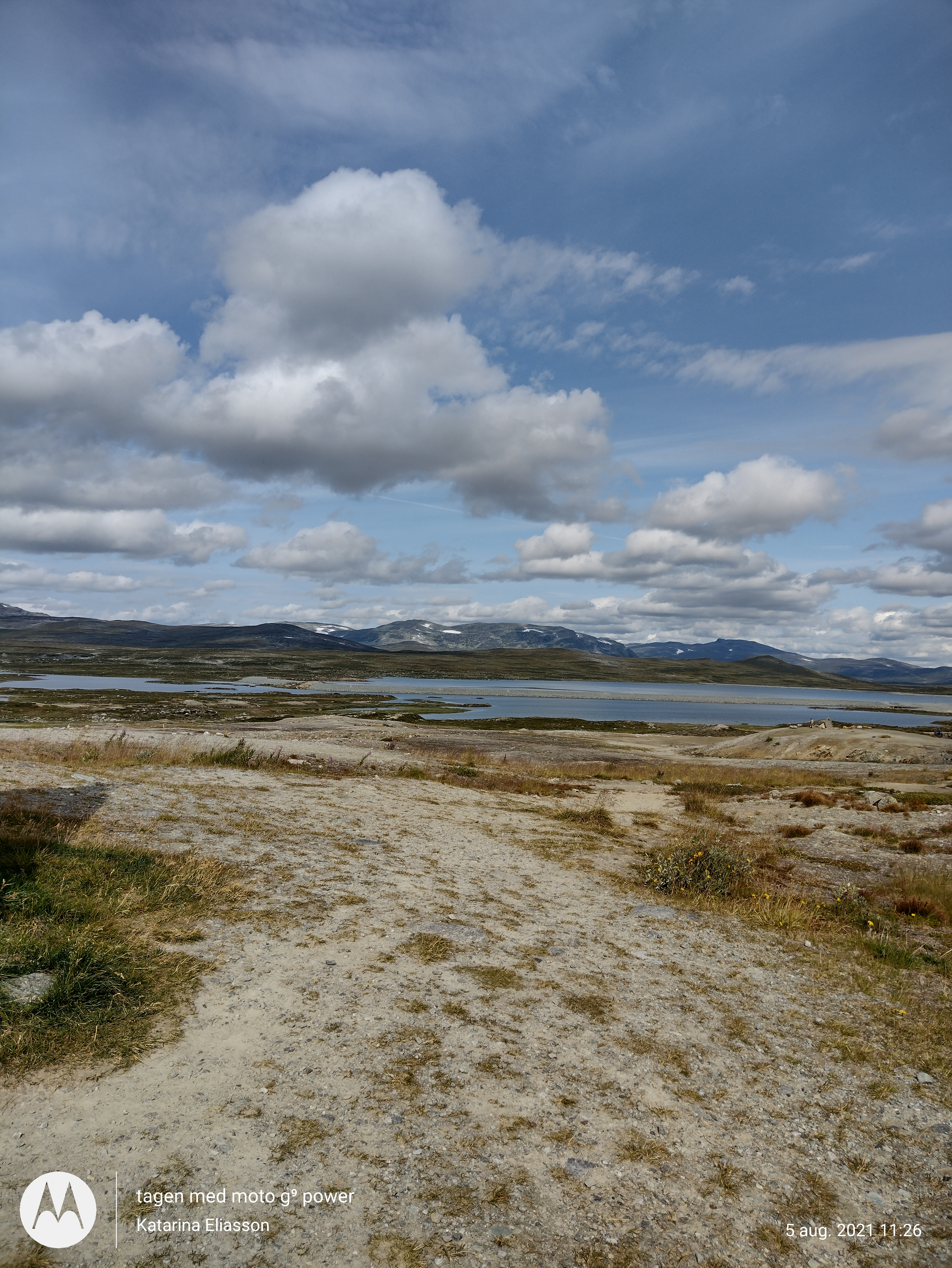
Vy från Stekenjokkgruvan från höger sida av vägen.
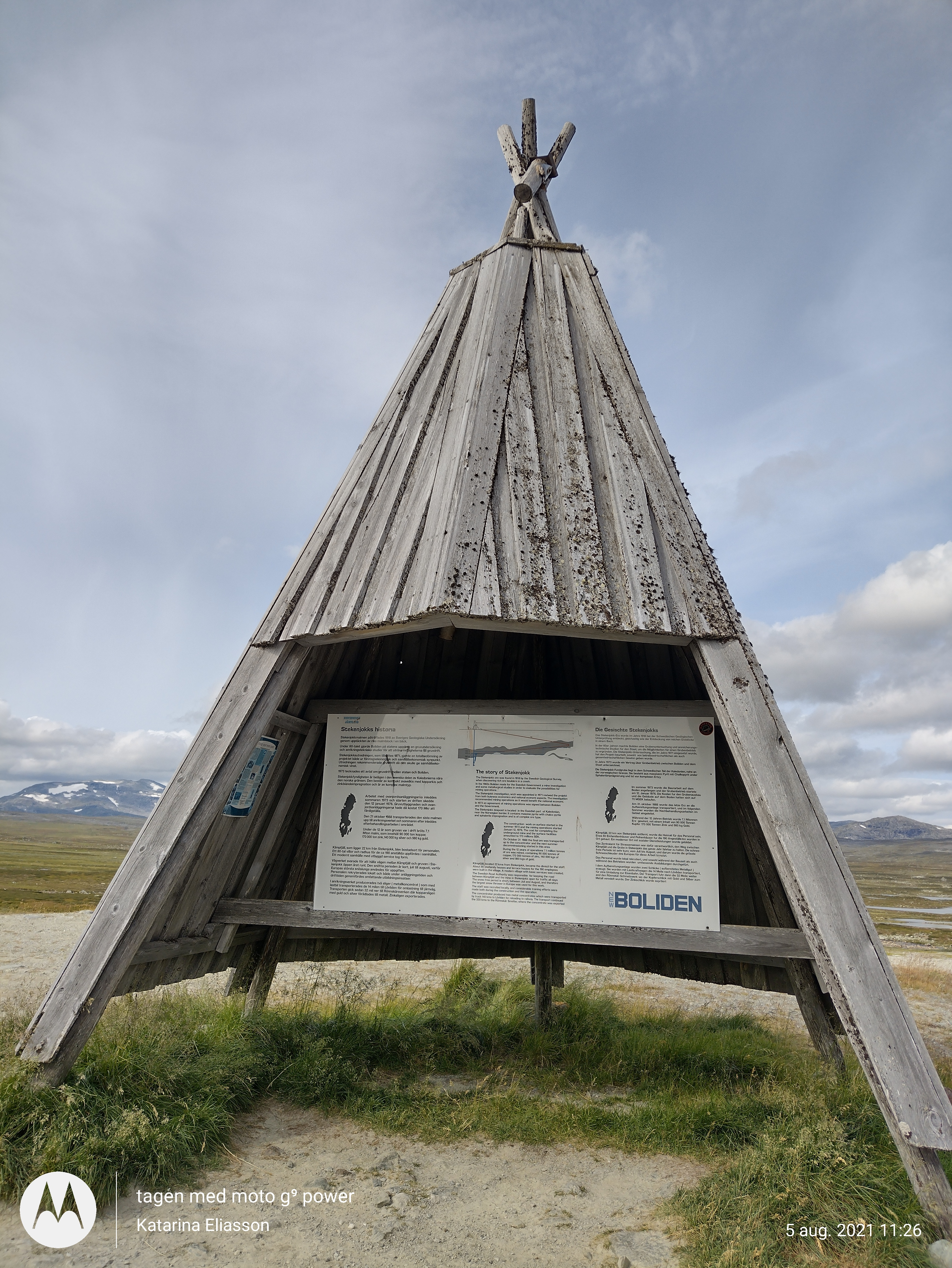
Kåta nära Stekenjokkgruvan med informationsskylt.
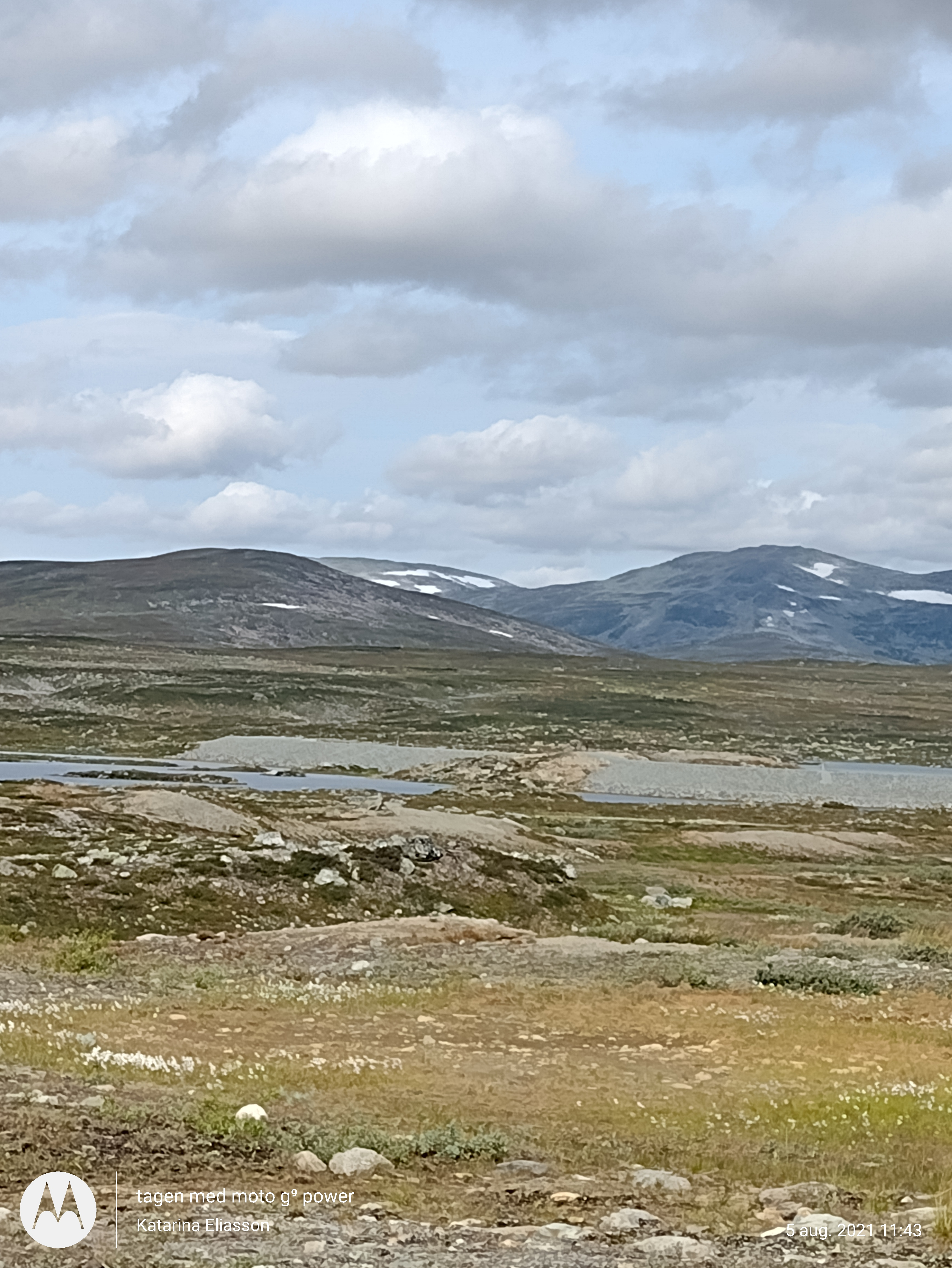
Fjäll från höger sida av vägen i Stekenjokk. Det finns kvar schakt där man grävt från den tiden.
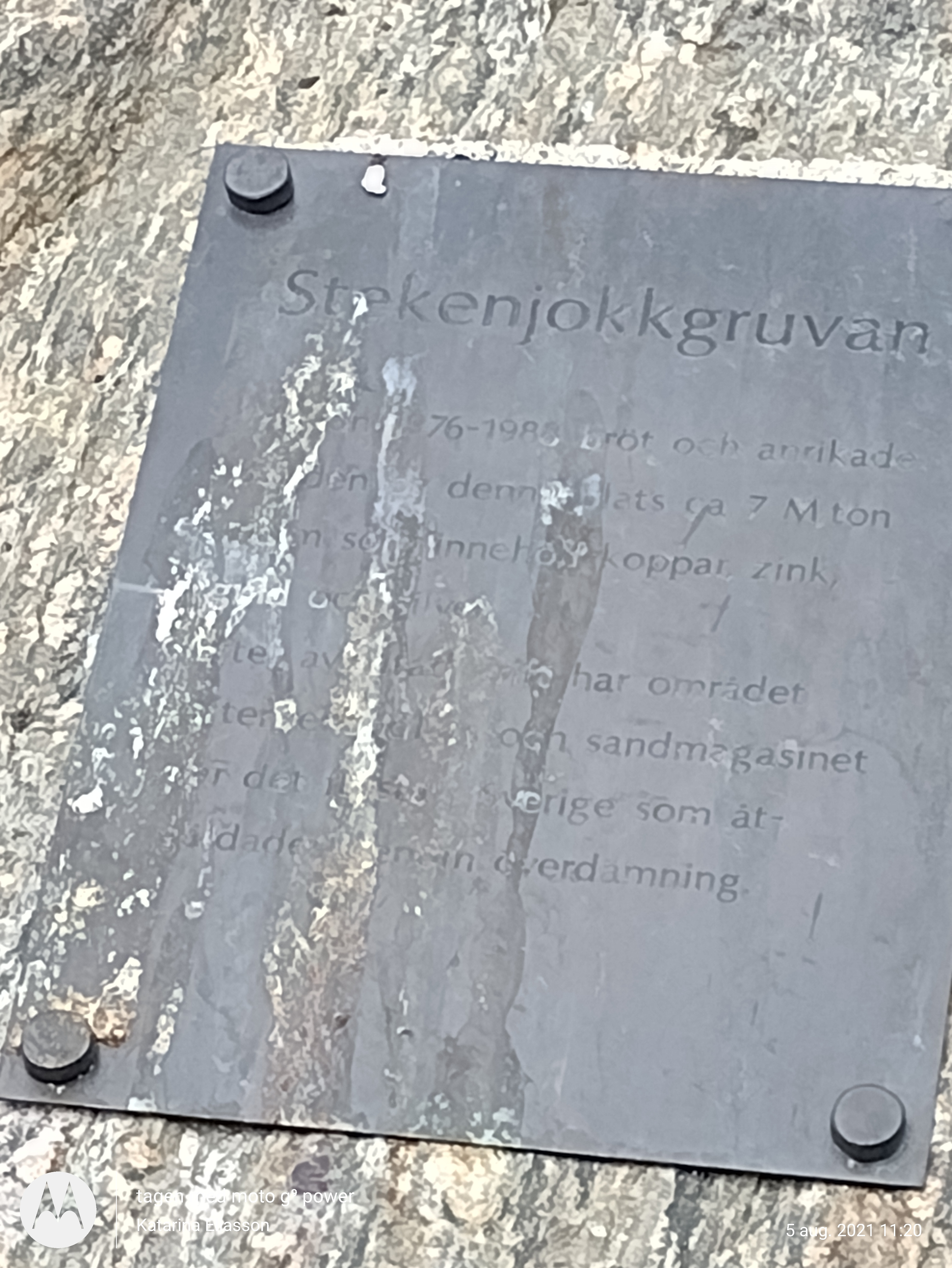
Minnessten från Stekenjokk gruvan 1976–1988.
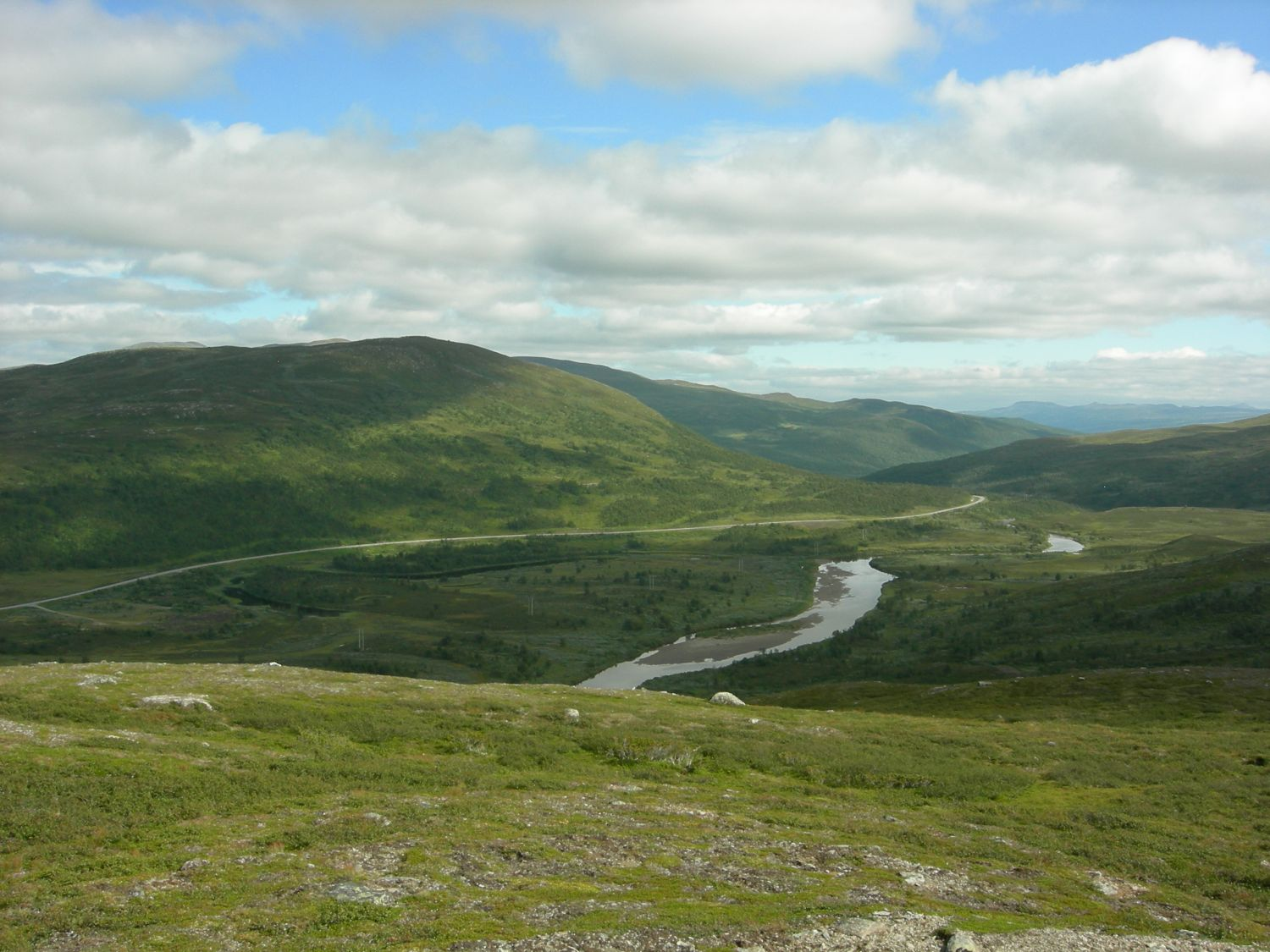
Vildmarksvägen mellan Stekenjokk och Klimpfjäll.